# Bryan Pollard
Bryan Morgan Pollard, född 25 juni 1964 i Cleburne County, Alabama, död 4 maj 2022, var en ingenjör och forskare. Han är mest känd för sitt arbete för hyperakusi och för att ha grundat den ideella välgörenhetsorganisation Hyperacusis Research. Bryan skapade på egen hand en ny diagnos inom otologi – smärthyperakusi.

## Biografi

### Utbildning
Bryan Pollard hade en Bachelor of Science i elektroteknik.

### Arbete för hyperakusi
Bryan Pollard grundade den ideella välgörenhetsorganisationen Hyperacusis Research 2011 och blev den första icke-forskaren som presenterade vid konferensen Association for Research in Otolaryngology.
Bryan myntade termen "bullerinducerad smärta", från termen "bullerinducerad hörselnedsättning", för att göra begreppet hyperakusi mer begripligt för alla inom audiologi och otologi. Han skrev flera artiklar för professionella tidskrifter. I sin artikel "Unraveling the Mystery of Hyperacusis With Pain", som publicerades i ENT & Audiology News 2019, konstaterade han att smärtkomponenten tidigare helt hade förbisetts som en del av hyperakusi.